# Астурия
Асту́рия (исп. Asturias, астур. Asturies), официальное название — Кня́жество Асту́рия (исп. Principado de Asturias, астур. Principáu d'Asturies) — автономное сообщество и провинция на севере Испании. Расположена на побережье Бискайского залива. Граничит на западе с Галисией, на востоке с Кантабрией, на юге с Кастилией-Леоном. Административный центр — Овьедо. Крупнейший город — Хихон. В провинции используется собственный язык — астурийский, но официального статуса он не имеет. Титул принца Астурийского по традиции, ведущей начало с 1388 года, носит наследник испанского престола. В настоящее время принцессой Астурийской является старшая дочь короля Испании Филиппа VI принцесса Леонор.

## География
Территория — 10 603,57 км² (10-е место среди автономных сообществ страны). По территории провинции проходят Кантабрийские горы.
На востоке территории существует национальный парк, включающий в себя горы высотой до 2648 метров. Кантабрийские горы предоставляют широкие возможности для скалолазания, пеших прогулок и катания на лыжах. Береговая линия обширна, с сотнями пляжей, бухт и естественных пещер. Большинство пляжей Астурии песчаные, граничащие с крутыми скалами, на вершинах которых нередко можно увидеть выпас скота. Астурия располагается в так называемой «зелёной Испании». Флора Астурии весьма разнообразна. Основными типами деревьев являются дуб, бук, тис. Однако в горах встречается также и каштан. В Астурии 4 биосферных заповедника, 5 национальных парков, 10 природных заповедников, 10 природных территорий и 35 памятников природы. Эта сеть природных земель составляет около одной трети территории региона.

### Климат
Климат Астурии, как и остальной северо-западной части страны, более разнообразен, чем в южных частях Испании. В целом климат океанический, с обильными осадками на протяжении всего года. Лето, как правило, влажное и тёплое. Зимы бывают весьма холодными, особенно в горах, где снег может наблюдаться с октября по май. Дождь и снег являются характерной чертой астурийских зим. Но, в целом, температура и летом, и зимой умеренна.

#### Климатические рекорды
- Температурный максимум: 36,4 °C (19 июня 1998 года в Хихоне и 7 сентября 1988 года в Овьедо).
- Температурный минимум: −10,4 °C (3 февраля 1902 г. в Овьедо).
- Максимальное количество осадков за сутки: 149,6 мм (26 сентября 1987 года в Хихоне).
- Максимальное количество осадков за месяц: 387,2 мм (октябрь 1992 года, аэропорт Астурии).
- Максимальный порыв ветра: 190 км/ч (ноябрь 1978 года в Овьедо).
- Максимальное количество дождливых дней в месяце: 29 (октябрь 1972 года в Хихоне).
- Максимальное количество снежных дней в месяце: 8 (январь 1985 года в Хихоне)[2]

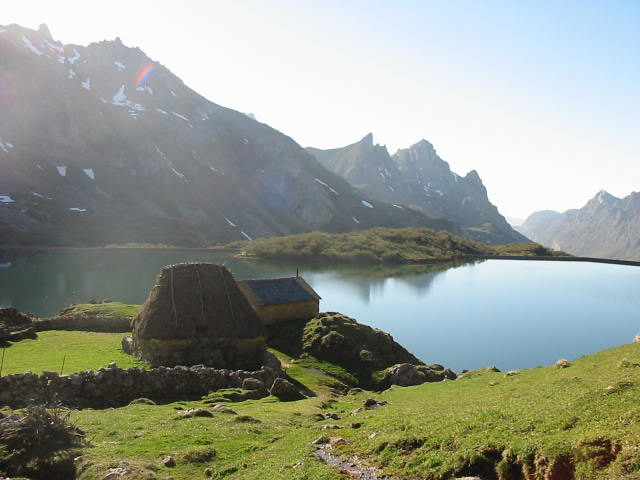
Озеро Сомьедо

### Гидрография
Астурийские реки коротки, но многочисленны. Они кроются в глубоких долинах, по которым текут к Бискайскому заливу с юга на север. Многие из них используются для получения электроэнергии.

## История

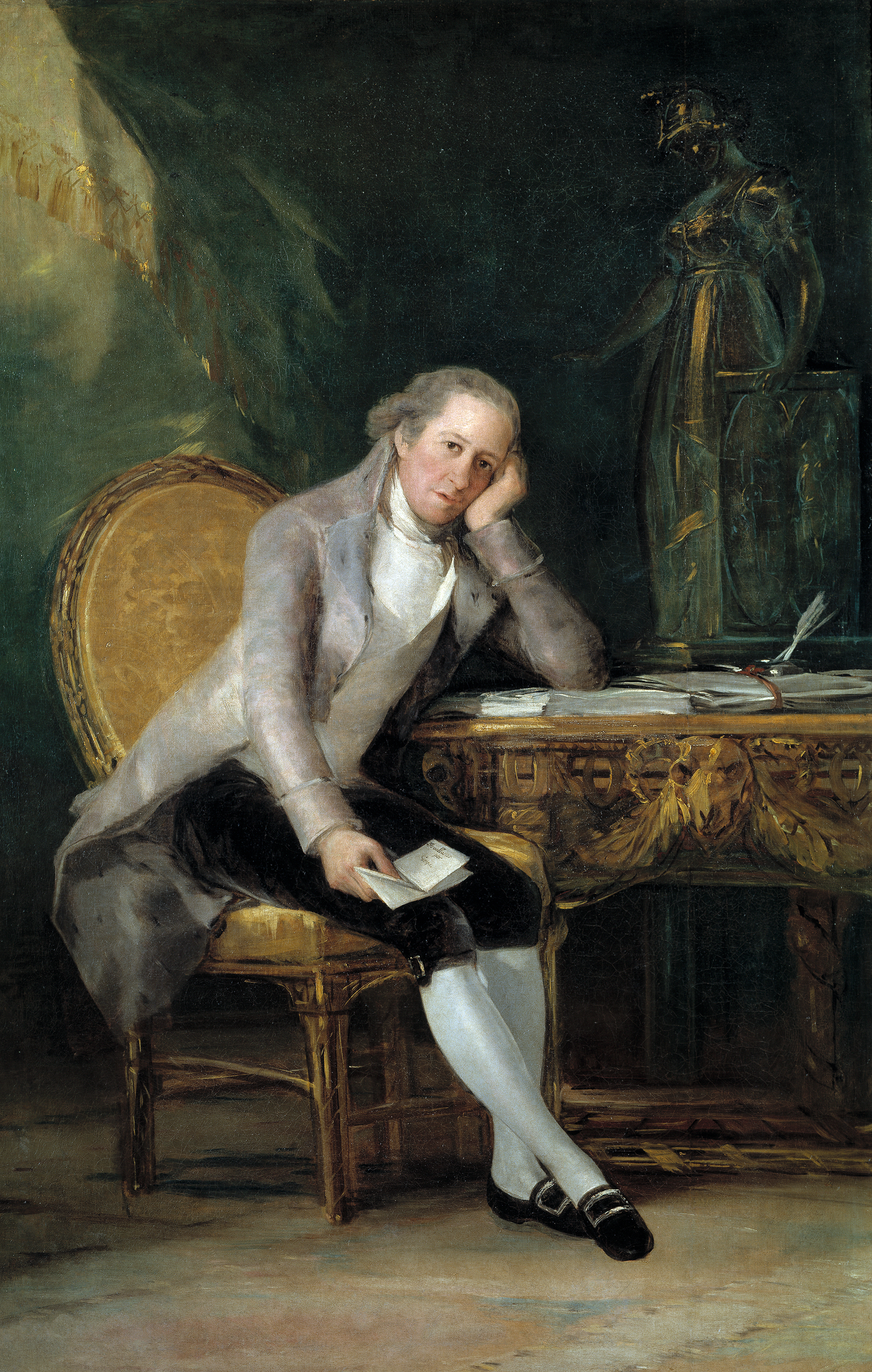
Портрет Ховельяноса работы Гойи. 1798 год, Музей Прадо

Люди заселяли территорию нынешней Астурии со времён нижнего палеолита. Наскальные рисунки датируются временем около 30000 лет назад. В бронзовом веке здесь были сооружены мегалиты и курганы. В железном веке территория Астурии оказалась под культурным влиянием кельтов. Само название Астурия происходит от кельтского племени астуров. Сегодня влияние кельтской культуры сохраняется в географических названиях рек и гор.
Территория Астурии была завоёвана Римской империей при императоре Октавиане Августе в 29—19 годах до н. э. После распада Римской империи территория была завоёвана племенами свевов и вестготов в VI веке н. э. и сохранялась под их влиянием до того, как была отобрана арабами в начале VIII века. Однако арабам было нелегко воевать в горах, и земли вдоль северного побережья Испании так никогда и не стали частью мусульманской Испании. Напротив, с началом арабского нашествия в VIII веке, эта территория превратилась в убежище для христианских дворян, а в 711 году было создано де-факто независимое Королевство Астурия.
Королевство было известно как Астурия до 924 года, затем оно стало называться Королевство Леон.
Королевство Леон, в свою очередь, в 1230 году было объединено в Королевство Кастилия и Леон.
В результате восстания Энрике II в XIV веке было создано княжество Астурия. Но несмотря на значительные победы сторонников независимости, в конечном счёте кастильские войска вернули себе эту территорию. В XVI веке численность населения достигает 100000, а в следующем веке удваивается, благодаря распространению американской кукурузы.

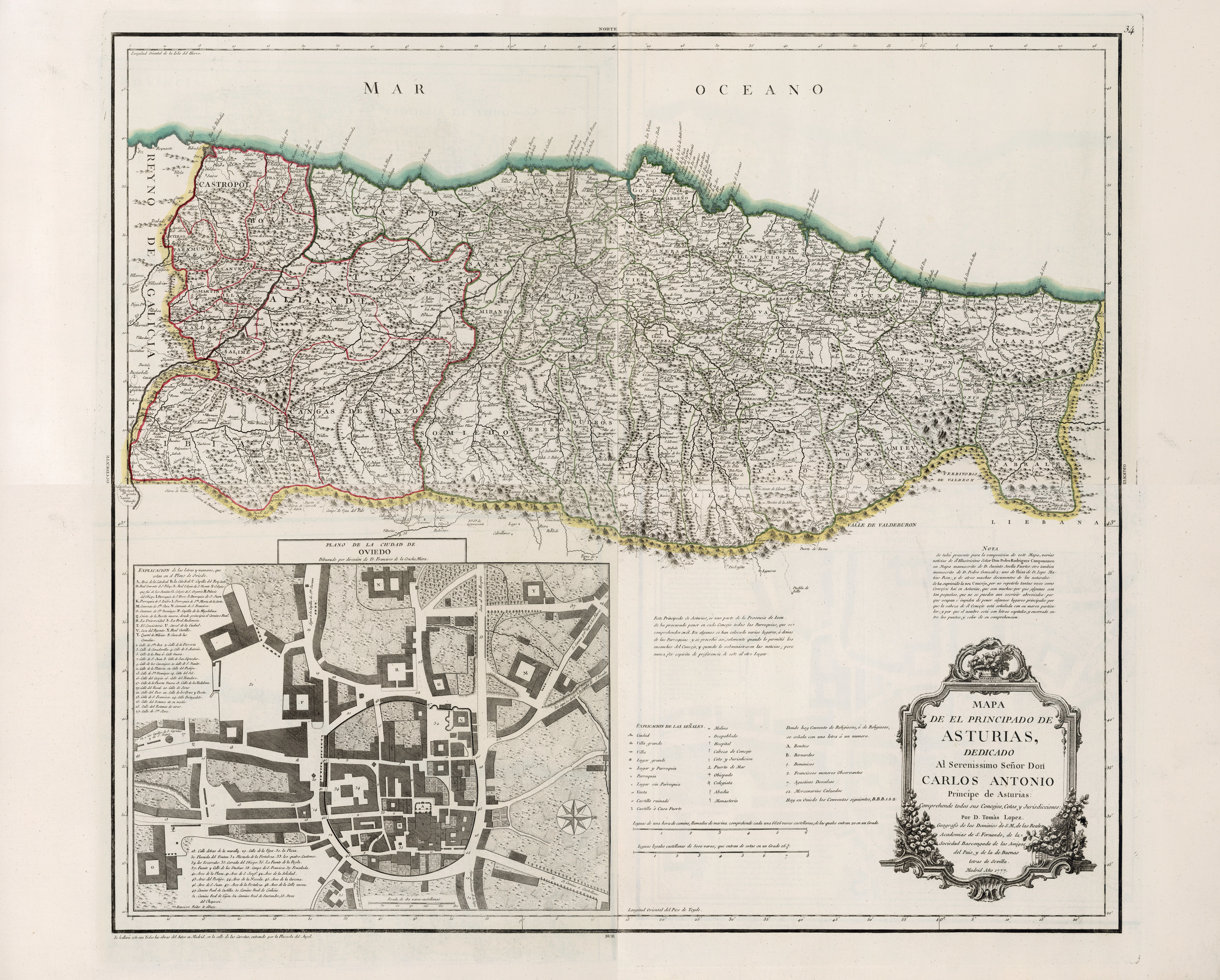
Карта Астурии, 1777 г.

В XVIII веке Астурия стала одним из центров испанского просвещения. Гаспар Мельчор де Ховельянос — испанский писатель, юрист, экономист и общественный деятель эпохи Просвещения — родился в приморском городе Хихон. Промышленная революция началась в Астурии в 1730-х годах, с открытием и началом систематического использования угля и железа. В то же время началась значительная миграция в Америку (в частности, в Аргентину, Уругвай, Пуэрто-Рико, Кубу и Мексику). Те, кто достигал успеха за рубежом, нередко возвращались на родину богачами. Наследие этих богатых семей можно увидеть и сегодня — множество их вилл разбросано по региону.
Астурия сыграла немалую роль в событиях, которые привели к гражданской войне в Испании. В 1934 году марксистское движение рабочих боролось за продолжение реформ, начатых в 1932—1933, и против прихода в правительство Испании министров, представлявших блок консервативных партий. В результате восстания 5 октября 1934 года в Астурии была провозглашена «рабоче-крестьянская республика». Войска под командованием Франсиско Франко, предназначенные для подавления восстания, были привезены из Марокко, после двухнедельных боёв восставшие сложили оружие. В 1937 году территория Астурии была занята войсками мятежников в ходе гражданской войны. После окончательного поражения республики и установления диктатуры Франко Астурия стала называться «провинция Овьедо». Название и статус княжества были возвращены провинции лишь после восстановления демократии в Испании в 1977 году.
В 1982 году Астурия стала автономным сообществом. Астурийское региональное правительство имеет всеобъемлющие полномочия в таких важных областях, как здравоохранение, образование и защита окружающей среды.

## Население
Население — 1 081 348 (14-е место; данные 01. 01. 2011 г.).
Численность городского населения Астурии практически прекратила свой рост с 1991 года. С тех пор были взлёты и падения, но в целом население оставалось стабильным. Этот факт можно объяснить следующими демографическими факторами:
- Астурия имеет самый высокий уровень смертности в Испании (11,77 смертей на 1000 человек) и низкий уровень рождаемости (6,91 рождений на 1000 человек)
- Городское население мигрирует в другие регионы, главным образом в Мадрид, Кастилию и Леон.

| График численности населения княжества Астурийского                                                                                                |
| --- |
| |
| Источник: Национальный институт статистики Испании. Instituto Nacional de Estadística de España Архивная копия от 21 марта 2020 на Wayback Machine |

### Крупнейшие города
| Место                                                    | Название                    | Население | Место | Название               | Население |
| 1                                                        | Хихон                       | 264 093   | 11    | Пола-де-Лавиана (исп.) | 8887      |
| 2                                                        | Овьедо                      | 189 768   | 12    | Пола-де-Лена (исп.)    | 8680      |
| 3                                                        | Авилес                      | 79 320    | 13    | Лас-Вегас (исп.)       | 7527      |
| 4                                                        | Лангрео                     | 40 039    | 14    | Градо                  | 7461      |
| 5                                                        | Мьерес-дель-Камино (исп.)   | 24 890    | 15    | Кандас (исп.)          | 6836      |
| 6                                                        | Сан-Мартин-дель-Рей-Аурелио | 14 308    | 16    | Кангас-дель-Нарсеа     | 6582      |
| 7                                                        | Ла-Корредория (исп.)        | 14 163    | 17    | Вильявисьоса           | 6043      |
| 8                                                        | Лугонес (исп.)              | 12 495    | 18    | Луанко                 | 5351      |
| 9                                                        | Пола-де-Сьеро (исп.)        | 12 185    | 19    | Норенья                | 5332      |
| 10                                                       | Пьедрас-Бланкас (исп.)      | 9544      | 20    | Правия                 | 5243      |
| Источник: Национальный институт статистики Испании, 2009 |                             |           |       |                        |           |

Из 20 крупнейших городов 17 являются столицами своих муниципалитетов. В Лугонес (исп.) и Лас-Вегасе (исп.) население больше, чем в столицах их муниципалитетов, а Ла-Корредория (исп.) — второй по численности после Овьедо город муниципалитета.

## Административное устройство

Комарки Астурии

Судебные округа Астурии

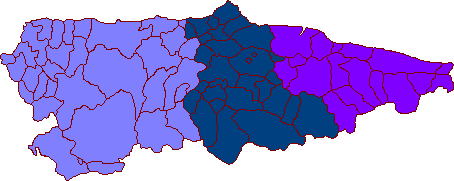
Избирательные подразделения Астурии

Княжество Астурия разделено на 78 коммун (исп. concejo, астур. conceyu), юридический статус которых эквивалентен статусу муниципалитетов. Также существует деление на комарки, которое ещё не утверждено законодательно.
С юридической точки зрения Астурия разделена на 18 судебных округов, с судами первой инстанции в столице каждой из них.
Для выборов Астурия разделена на три избирательных подразделения: западное, центральное и восточное. Больше всего людей относится к центральному подразделению.
| Комарки  | Адм. центр         | Население, чел. (2003) | Площадь, км² | Муниципалитеты | Кол-во муниципалитетов |
| -------- | ------------------ | ---------------------- | ------------ | --- | ---------------------- |
| Авилес   | Авилес             | 156 038                | 535          | Авилес, Кандамо, Кастрильон, Корвера-де-Астуриас, Кудильеро, Госон, Ильяс, Мурос-де-Налон, Правиа, Сото-дель-Барко | 10                     |
| Каудаль  | Мьерес             | 75 575                 | 824          | Альер, Лена, Мьерес | 3                      |
| Налон    | Лангрео            | 84 790                 | 647          | Касо, Собрескобио, Лавиана, Сан-Мартин-дель-Рей-Аурелио, Лангрео | 5                      |
| Нарсеа   | Кангас-дель-Нарсеа | 34 534                 | 2043         | Альянде, Кангас-дель-Нарсеа, Дегания, Ибиас, Тинео | 5                      |
| Овьедо   | Овьедо             | 263 298                | 2323         | Бельмонте-де-Миранда, Бименес, Кабранес, Градо, Лас-Регерас, Льянера, Морсин, Нава, Норения, Овьедо, Проаса, Кирос, Рибера-де-Арриба, Риоса, Сарьего, Санто-Адриано, Салас, Сьеро, Сомьедо, Теверга, Ернес-и-Тамеса             | 21                     |
| Орьенте  | Льянес             | 53 203                 | 1922         | Амьева, Кабралес, Кангас-де-Онис, Каравиа, Колунга, Льянес, Онис, Паррес, Пеньямельера-Альта, Пеньямельера-Баха, Пилония, Понга, Рибадеселья, Рибадедева                                                                        | 14                     |
| Хихон    | Хихон              | 301 171                | 518          | Карреньо, Хихон, Вильявисиоса | 3                      |
| Эо-Навия | Навия              | 67 307                 | 1645         | Боаль, Вальдес, Вегадео, Вильяйон, Вильянуэва-де-Оскос, Грандас-де-Салиме, Ильяно, Кастрополь, Коанья, Навия, Песос, Сан-Мартин-де-Оскос, Сан-Тирсо-де-Абрес, Санта-Эулалия-де-Оскос, Тапия-де-Касарьего, Тарамунди, Эль-Франко | 17                     |

## Политика
Организация и политическая структура княжества Астурия регулируются законом, вступившим в силу 30 января 1982 года. В соответствии с ним органов управления княжеством Астурия три: Общее собрание, Совет управления (исп.) и Президент (исп.). Общее собрание является законодательной властью, которая принимает решения от имени астурийских городов и главы правительства Княжества Астурийского.
Общее собрание состоит из представителей астурийских городов. Его функциями являются:
- Утверждение бюджетов городов
- Руководство и контроль над действиями Совета управления.

Совет состоит из 45 депутатов, избираемых на 4 года путём всеобщего голосования в соответствии с пропорциональной избирательной системой.
Результаты выборов Общего собрания:
| Partido                    | 1983 | 1987 | 1991 | 1995 | 1999 | 2003 | 2007 |
| -------------------------- | ---- | ---- | ---- | ---- | ---- | ---- | ---- |
| PSOE                       | 26   | 20   | 21   | 17   | 24   | 22   | 21   |
| PP                         | 14   | 13   | 15   | 21   | 15   | 19   | 20   |
| IU                         | 5    | 4    | 6    | 6    | 3    | 4    | 4    |
| CDS                        |      | 8    | 2    |      |      |      |      |
| Coalición Asturiana (исп.) |      |      | 1    |      |      |      |      |
| URAS (исп.) / PAS (исп.)   |      |      |      | 1    | 3    | 0    | 0    |
| Total                      | 45   | 45   | 45   | 45   | 45   | 45   | 45   |

### Список президентов Астурии (с 1983 года)
| Nº | Имя                        | Начало правления | Конец правления    | Политическая партия |
| -- | -------------------------- | ---------------- | ------------------ | ------------------- |
| 1. | Рафаэль Фернандес Альварес | 1978             | 1983               | FSA-PSOE            |
| 2. | Педро да Сильва            | 1983             | 1991               | FSA-PSOE            |
| 3. | Хуан Луис Родришес-Вигиль  | 1991             | 1993               | FSA-PSOE            |
| 4. | Антонио Тревин             | 1993             | 1995               | FSA-PSOE            |
| 5. | Серхио Маркес              | 1995             | 1999               | PP/URAS (исп.)      |
| 6. | Висенте Альварес Аресес    | 1999             | 2011               | FSA-PSOE            |
| 7. | Франсиско Альварес-Каскос  | 15-07-2011       | 24-05-2012         | FAC (исп.)          |
| 8. | Хавьер Фернандес Фернандес | 24-05-2012       | 20-07-2019         | FSA-PSOE            |
| 9. | Адрьян Барбон              | 20-07-2019       | по настоящее время | FSA-PSOE            |

## Экономика

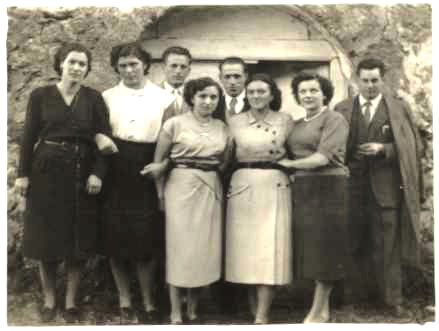
Открытие медного рудника (около 1940 года)

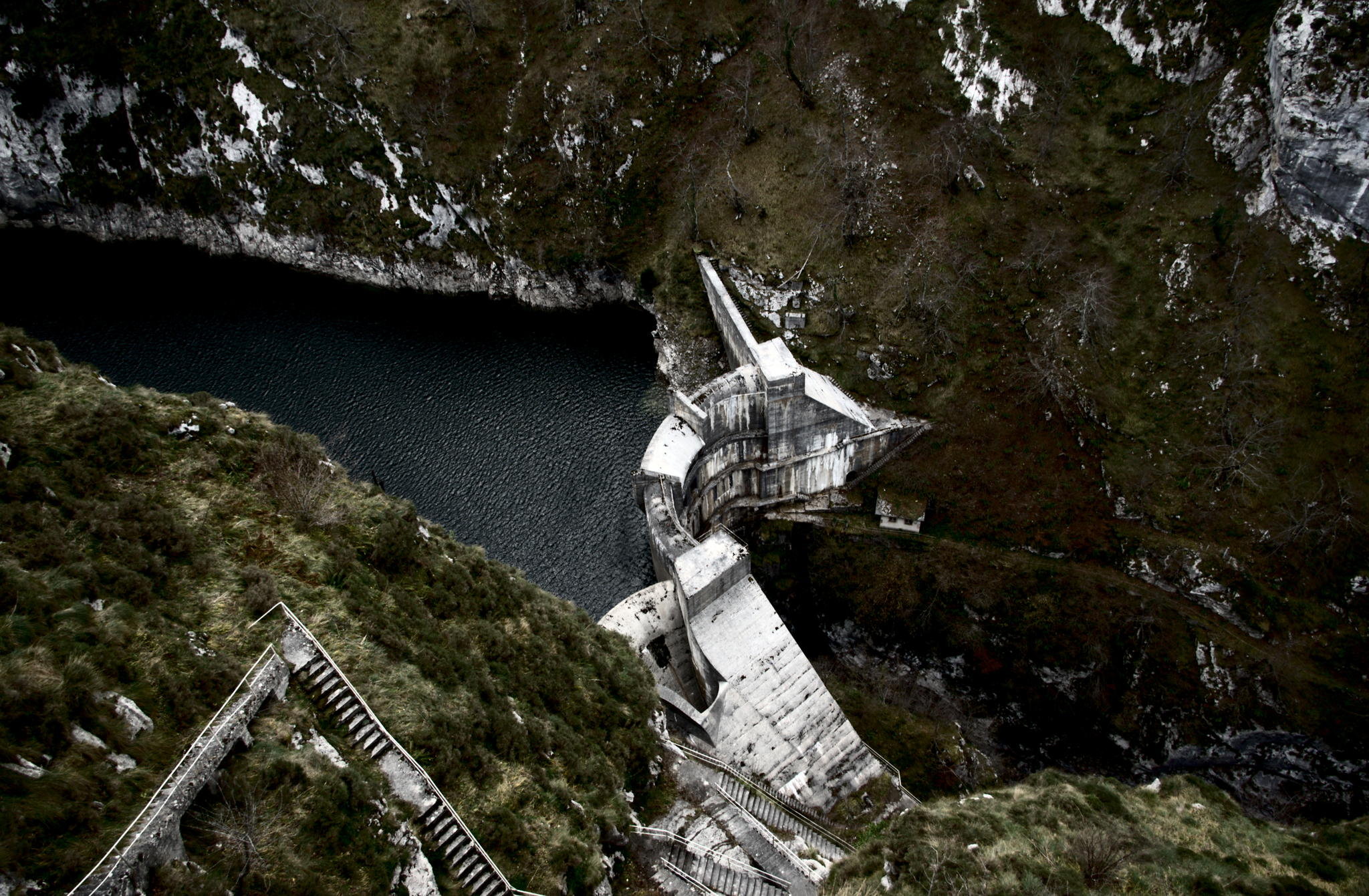
Дамба «Presa de La Jocica» (исп.) / "Banzáu de La Ḥocica" (аст.) на реке Добра, в Астурии

На протяжении веков основой экономики Астурии было сельское хозяйство, а также рыболовство. Производство молока и молочных продуктов было традиционным для данного региона, но его большое развитие стало побочным эффектом экономического роста конца 1960-х годов. Основой региональной промышленности в современных условиях является добыча угля и производство стали. Во времена диктатуры Франко регион был центром металлургической промышленности Испании. Затем государственные металлургические компании были частично приватизированы Arcelor, ныне являющейся частью ArcelorMittal. Промышленность создала множество рабочих мест, в результате чего возникла значительная миграция из других районов Испании, таких как Эстремадура, Андалусия, Кастилия и Леон.
Чёрная металлургия сейчас находится на спаде, как и горнодобывающая промышленность, по причине более высокой стоимости извлечения угля по сравнению с другими регионами. Экономический рост региона ниже среднего по Испании, хотя в последние годы рост сферы услуг помог снизить уровень безработицы в Астурии.
Астурия с 1986 года пользуется широкими инвестициями Европейского Союза в строительстве дорог и другой необходимой инфраструктуры. Тем не менее есть некоторые разногласия относительно того, как расходуются эти средства, например, на пенсии шахтёров.
В 2008 году ВВП на душу населения в Астурии составил € 22 640, или 90,2 % от среднего по Европе, составляющего € 25 100. Это позволяет региону быть лишь 12 по богатству в Испании, что является крупным спадом по сравнению с 1970—1980 годами, когда Астурия заслуженно считалась одним из самых процветающих регионов в Южной Европе. Действительно, экономический рост Астурии ниже среднего по Испании в связи со спадом в добывающей промышленности. Экономический рост в 2008 году составил 0,82 %, это самый низкий показатель среди регионов Испании. Среди положительных сторон можно рассматривать низкий уровень безработицы, который ниже не только среднего показателя по Испании, но и среднего показателя по Европе и составляет 8,43 %.
В Астурии находится Центр развития информационных и коммуникационных технологий. Это некоммерческая организация, известная благодаря производству The Web Accessibility Test, бесплатного инструмента для анализа веб-сайтов.

### Экономические данные
- ВВП: 19 609 974 тысяч евро
- ВВП на душу населения: 18 533 евро
- Темпы роста населения: 2,9 %
- Количество фирм: 70115
  - Компании, без наёмных работников: 51,95 %
  - Микропредприятий: 43,17 %
  - Малый бизнес: 4,22 %
  - Средний бизнес: 0,53 %
  - Крупные компании: 0,13 %

## Культура

### Архитектура

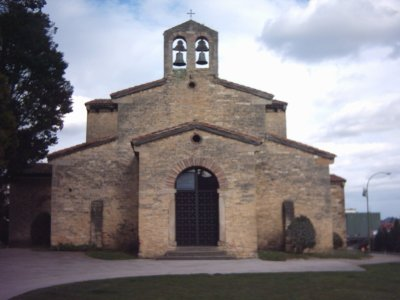
San Julián de los Prados, Овьедо.

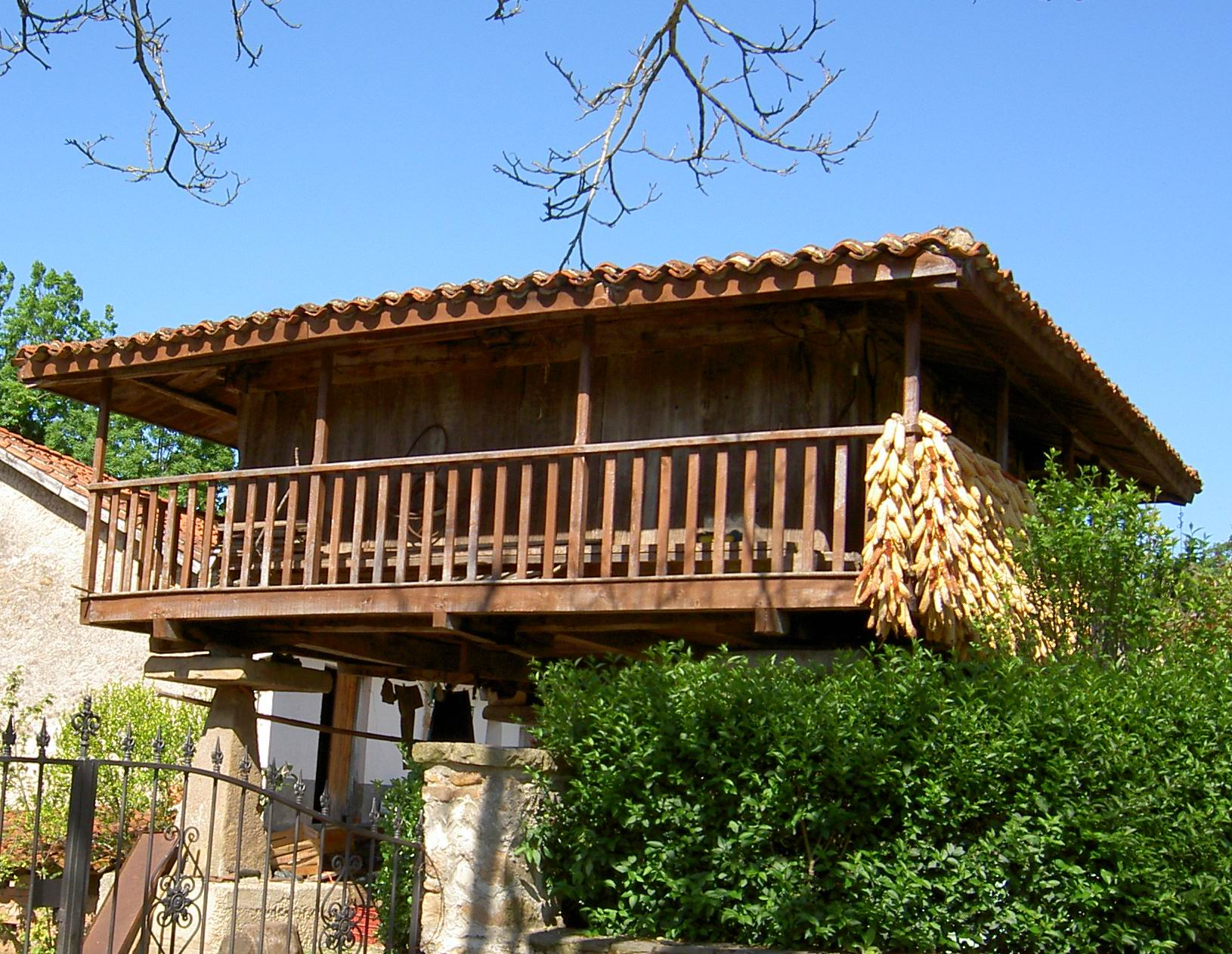
Амбар «Оррео».

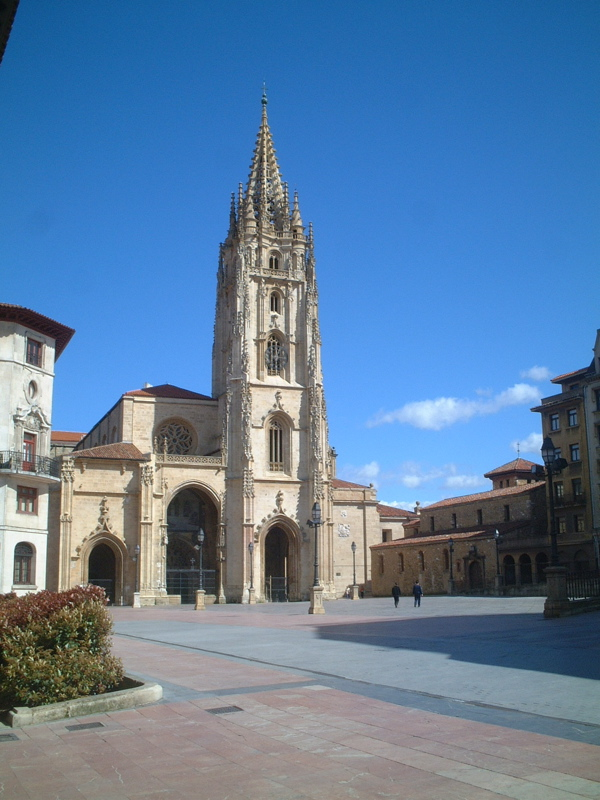
Собор Сан-Сальвадор в Овьедо. Апрель 2005 года

Астурия имеет богатое архитектурное наследие. Такие памятники архитектуры как Санта Мариа дель Наранко (исп.), Санта Кристина де Лена (исп.), Сан Мигель де Лильо (исп.) выполнены в дороманском стиле во времена Рамиро I и Сан Хулиан де лос Прадосом (исп.) во времена Альфонсо II.
Романский стиль тоже в немалой степени представлен в Астурии, можно упомянуть такие строения, как монастырь Сан Педро де Вильянуева (исп.), церковь Сан Эстебан де Арамил (исп.) и церковь Сан Хуан (исп.).
Готического стиля немного, но всё же он присутствует, например, в Соборе Сан Сальвадор (исп.) в Овьедо.
Большое распространение в Астурии получил стиль барокко. Известны следующие строения этого стиля: Дворец Кампосагро, дворец Веларде и мост Ольоньего (исп.). Во дворце Веларде находится Музей изящных искусств Астурии (исп.).
В 1985 году Организация Объединённых Наций по вопросам образования, науки и культуры (ЮНЕСКО) объявила памятниками королевства Астурия следующие объекты:
- Камара Санта в Соборе Овьедо (исп.)
- базилика Сантульяно (исп.), ныне называется Сан Хулиан де лос Прадос
- Санта Мариа дель Наранко (исп.)
- Сан Мигель де Лильо (исп.)
- Санта Кристина де Лена (исп.)
- Фонкалада (исп.)

### Живопись

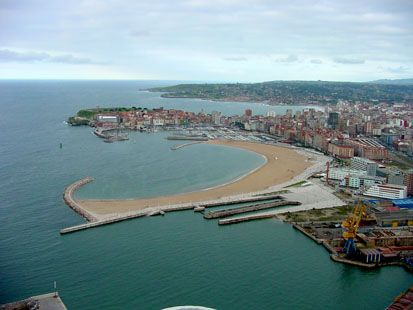
Хихон.

В Музее изящных искусств Астурии (исп.) можно увидеть произведения следующих ведущих астурийских художников XX века:
- Хуан Карреньо де Миранда
- Дарио де Регойос
- Luis Bayón (исп.)
- Mariano Moré (исп.)
- Evaristo Valle (исп.)
- Nicanor Piñole (исп.)
- Aurelio Suárez (исп.)
- Pelayo Ortega (исп.)
- Inocencio Urbina Villanueva (исп.)

### Фотография
Одним из главных музеев со старинными фотографиями Астурии является Народный музей Астурии (исп.). Известнейшими фотографами Астурии являются:
- В XIX веке:
  - Feliciano Pardo Campos
  - José Fernández Cuétara
  - Ramón del Fresno
  - Fernando del Fresno
  - Ramón García Duarte
  - Jean David
  - Marceliano Cuesta
  - Luis Muñiz Miranda
  - Modesto Montoto
  - Baltasar Cué
- В XX веке:
  - Javier Bauluz
  - José Ferrero

### Музыка
Музыка и танцы Астурии весьма разнообразны. Характерным инструментом является астурийская гайта (волынка), состоящая из трёх труб: одна для вдувания воздуха, две для звучания. Такая волынка используется во многих народных танцах и может сопровождаться как барабаном, так и другими инструментами, такими как аккордеон и кларнет.
Наиболее распространены те музыкальные ансамбли, которые представляют различные формы выражения народной музыки. Однако княжество Астурия плодовито также на рок-группы, исполняющие как на астурийском языке, так и на кастильском.
В начале 1990-х во всей Испании поднялось движение альтернативной музыки, тесно связанной с инди.
Из народных танцев известен «Danza prima» (исп.)

## Достопримечательности

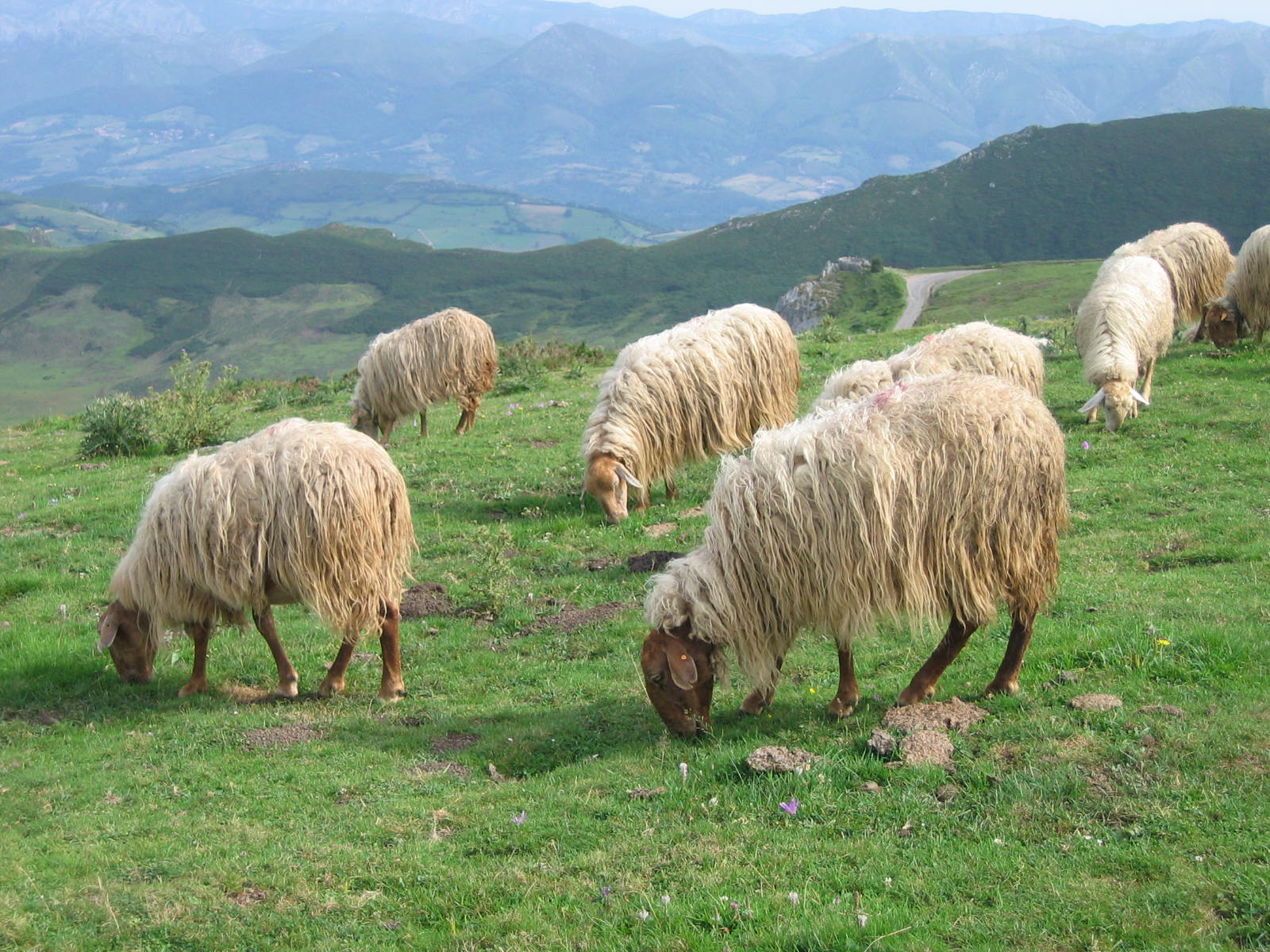
Астурийские овцы на лугах Пикос-де-Эуропа

- Овьедо, столица Астурии: чистый, живописный город с большим архитектурным наследием. Санта Мариа дель Наранко (исп.) и Сан Мигель де Лильо (исп.) — дороманские церковь и дворец, построенные во времена первых правителей Астурии на горе Наранко, к северу от города.
- Хихон, крупнейший город Астурии, является прибрежным, известен культурными и спортивными мероприятиями, а также благодаря пляжному туризму.
- Национальный парк Пикос-де-Эуропа.
- Храм в честь девы Марии в Ковадонге и горные озёра Лос-Лагос. Легенда гласит, что в VIII веке Богородица благословила Астурийские христианские силы своевременным сигналом об атаке Испании арабскими завоевателями, тем самым позволив застать захватчиков врасплох. Реконкиста и объединение всей Испании началось в этом самом месте.
- Астурийское побережье: известный пляж летнего курорта Льянес.
- Деревни к востоку от Овьедо, необычны своими зернохранилищами «Оррео», поднятыми на сваях.
- Река Добра (исп.), расположенная к югу от Кангас-де-Онис, известна своим необычным цветом и красотой.
- Необычные скальные образования на пляже в деревне Буэлна (исп.), к востоку от Льянес; лучше всего видны во время отлива.